# 오레시

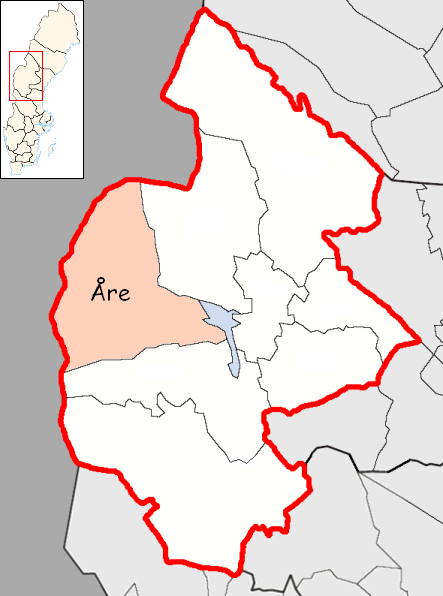
오레 시의 위치

오레시(스웨덴어: Åre kommun)는 스웨덴 옘틀란드주에 위치한 지방 자치체로 행정 중심지는 예르펜이며 면적은 8,236.54km2, 인구는 11,088명(2016년 12월 31일 기준), 인구 밀도는 1.3명/km2이다.

시 문장